# Collegio uninominale Lazio 1 - 12
Il collegio elettorale uninominale Lazio 1 - 12 è stato un collegio elettorale uninominale della Repubblica Italiana per l'elezione della Camera dei deputati tra il 2017 ed il 2022.

## Territorio
Come previsto dalla legge elettorale italiana del 2017, il collegio era stato definito tramite decreto legislativo all'interno della circoscrizione Lazio 1.
Era formato dal territorio di 49 comuni: Affile, Agosta, Anticoli Corrado, Arcinazzo Romano, Arsoli, Bellegra, Camerata Nuova, Canterano, Capranica Prenestina, Casape, Castel Madama, Castel San Pietro Romano, Cave, Cerreto Laziale, Cervara di Roma, Ciciliano, Cineto Romano, Fonte Nuova, Genazzano, Gerano, Guidonia Montecelio, Jenne, Licenza, Mandela, Marano Equo, Marcellina, Mentana, Olevano Romano, Percile, Pisoniano, Poli, Riofreddo, Rocca Canterano, Rocca di Cave, Rocca Santo Stefano, Roccagiovine, Roiate, Roviano, Sambuci, San Gregorio da Sassola, San Polo dei Cavalieri, San Vito Romano, Saracinesco, Subiaco, Tivoli, Vallepietra, Vallinfreda, Vicovaro e Vivaro Romano.
Il collegio era quindi interamente compreso nella città metropolitana di Roma Capitale.
Il collegio era parte del collegio plurinominale Lazio 1 - 03.

## Eletti
| Elezione | Elezione | Deputato           | Partito            |
| -------- | -------- | ------------------ | ------------------ |
|          | 2018     | Sebastiano Cubeddu | Movimento 5 Stelle |

## Dati elettorali

### XVIII legislatura
Come previsto dalla legge elettorale, 232 deputati erano eletti con sistema a maggioranza relativa in altrettanti collegi uninominali a turno unico.
| Candidati              | Candidati                    | Voti    | %     | Liste                           | Voti    | %     |
| ---------------------- | ---------------------------- | ------- | ----- | ------------------------------- | ------- | ----- |
|                        | Sebastiano Cubeddu ✔️ Eletto | 55 360  | 36,98 | Movimento 5 Stelle              | 55 360  | 36,98 |
|                        | Barbara Saltamartini         | 55 341  | 36,96 | Lega                            | 22 311  | 14,90 |
| Forza Italia           | Barbara Saltamartini         | 55 341  | 36,96 | 19 488                          | 13,02   |       |
| Fratelli d'Italia      | Barbara Saltamartini         | 55 341  | 36,96 | 12 507                          | 8,35    |       |
| Noi con l'Italia - UDC | Barbara Saltamartini         | 55 341  | 36,96 | 1 035                           | 0,69    |       |
|                        | Aldo Cerroni                 | 27 805  | 18,57 | Partito Democratico             | 24 470  | 16,34 |
| +Europa                | Aldo Cerroni                 | 27 805  | 18,57 | 2 288                           | 1,53    |       |
| Italia Europa Insieme  | Aldo Cerroni                 | 27 805  | 18,57 | 723                             | 0,48    |       |
| Civica Popolare        | Aldo Cerroni                 | 27 805  | 18,57 | 324                             | 0,22    |       |
|                        | Marianna Sturba              | 4 096   | 2,74  | Liberi e Uguali                 | 4 096   | 2,74  |
|                        | Federico Rapini              | 2 999   | 2,00  | CasaPound                       | 2 999   | 2,00  |
|                        | Massimo Volante              | 1 741   | 1,16  | Potere al Popolo!               | 1 741   | 1,16  |
|                        | Vanessa Simei                | 804     | 0,54  | Partito Comunista               | 804     | 0,54  |
|                        | Adriano Da Pozzo             | 662     | 0,44  | Italia agli Italiani            | 662     | 0,44  |
|                        | Massimo Proietti             | 648     | 0,43  | Il Popolo della Famiglia        | 648     | 0,43  |
|                        | Sara Sabelli                 | 166     | 0,11  | Per una Sinistra Rivoluzionaria | 166     | 0,11  |
|                        | Giorgio Laugeni              | 100     | 0,07  | Blocco Nazionale per le Libertà | 100     | 0,07  |
| Totale                 | Totale                       | 149 722 | 100   |                                 | 149 722 | 100   |
|                        |                              |         |       |                                 |         |       |
| Voti non validi        | Voti non validi              | 4 924   | 3,18  |                                 |         |       |
| Votanti                | Votanti                      | 154 646 | 72,94 |                                 |         |       |
| Elettori               | Elettori                     | 212 026 |       |                                 |         |       |